# Joseph J. Sisco

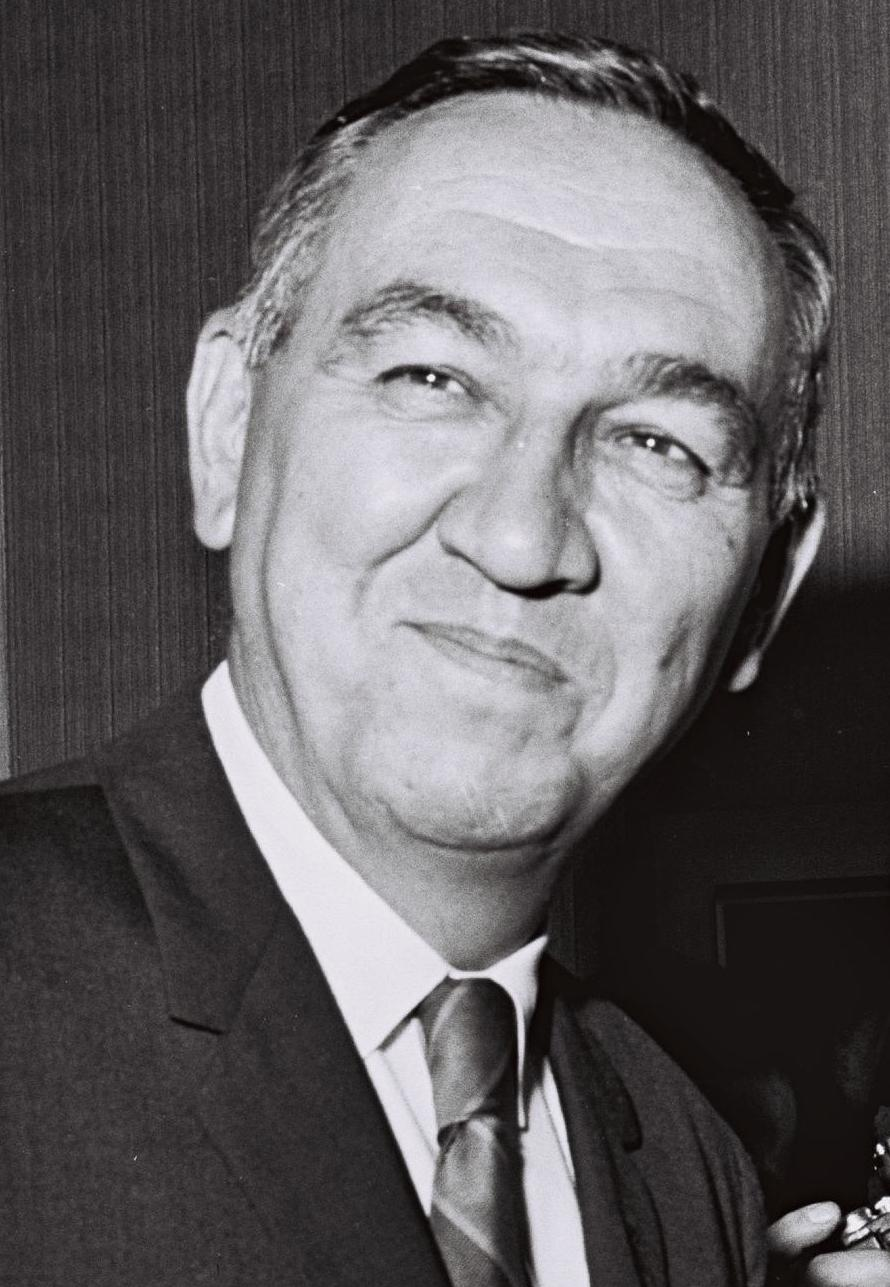
Joseph J. Sisco

Joseph John Sisco (* 31. Oktober 1919 in Chicago, Illinois; † 23. November 2004 in Chevy Chase, Maryland) war ein US-amerikanischer Diplomat, Hochschulrektor und Wirtschaftsmanager, der als United States Under Secretary of State für politische Angelegenheiten den dritthöchsten Posten im Außenministerium der Vereinigten Staaten bekleidete.

## Leben
Nach dem Schulbesuch studierte der Sohn eines aus Italien stammenden Schneiders Geschichte am Knox College und schloss dieses 1941 mit einem Bachelor of Arts (B.A. History) ab. Im Anschluss leistete er während des Zweiten Weltkrieges von 1941 bis 1946 seinen Militärdienst in der US Army. Zuletzt war er Oberleutnant in der 41st Infantry Division im Pazifikkrieg.
Nach Beendigung seiner aktiven Militärdienstzeit absolvierte er ein postgraduales Studium im Fach Beziehungen zur Sowjetunion an der University of Chicago und beendete dieses Studium 1947 nicht nur mit einem Master of Arts (M.A.), sondern erwarb darüber hinaus 1950 einen Philosophiae Doctor (Ph.D. Soviet Relations). Während des Studiums wurde er Mitglied der akademischen Verbindung Phi Beta Kappa.
1950 wurde er zunächst Mitarbeiter der Central Intelligence Agency (CIA) und danach 1951 des US-Außenministeriums. Im Laufe seiner dortigen Tätigkeit wurde er im September 1965 zuerst Assistant Secretary of State für Angelegenheiten Internationaler Organisationen, ehe er zwischen Februar 1969 und Februar 1974 Assistant Secretary of State für Angelegenheiten des Nahen Ostens war. In seine Amtszeit fielen zahlreiche bedeutende politische Ereignisse im Nahen Ost sowie der arabischen Welt wie die Invasion Syriens nach Jordanien 1970, der dritte indisch-pakistanische Krieg 1971 (Bangladesch-Krieg) sowie die Friedensverhandlungen zwischen Ägypten und Israel nach dem Jom-Kippur-Krieg 1973.
Zuletzt war Sisco von Februar 1974 bis Juni 1976 Under Secretary of State für politische Angelegenheiten und hatte damit den dritthöchsten Posten im Außenministerium der Vereinigten Staaten inne.
Daneben war er von 1973 bis 1976 Trustee des Knox College, ehe er anschließend Präsident der American University in Washington, D.C. war. In dieser Funktion war er bis 1980 tätig, ehe ihn Richard E. Berendzen ablöste. Zuletzt war Sisco, der sich auch im Council on Foreign Relations engagierte, zwischen 1999 und seinem Tode 2004 Vorsitzender der American Academy of Diplomacy.
Des Weiteren nahm er Funktionen in der Privatwirtschaft wahr und war unter anderem Mitglied der Boards of Directors der Interpublic Group of Companies, von Raytheon, Tenneco, Geico, The Gillette Company sowie der First National Bank of Washington.
Ihm zu Ehren wurde das Joseph J. Sisco Memorial Forum der American Academy of Diplomacy benannt. Seit 1967 trägt die Sisco Mesa seinen Namen, ein Tafelberg in der Antarktis.

## Veröffentlichungen
- Middle East: Progess or Lost Opportunity?. In: Foreign Affairs, Spezial-Essay 1982[2]